# CIRCLE CYCLE
『CIRCLE CYCLE』（サークル サイクル）は、柴咲コウの5枚目のオリジナルアルバム。

## 概要
前作『Love Paranoia』より約1年半振りのリリースとなる。
初回限定盤はDVD付き。

## 収録曲
全作詞：柴咲コウ（特記以外）
1. wish
作曲・編曲：掛川陽介、本澤尚之
  - 23rdシングル。
2. パラレルワールド・リーディング
作曲・編曲：縄田寿志
3. 無形スピリット
作曲：DECO*27、編曲：足土貴英、熊原正幸
  - 22ndシングル。
4. 愛の輪
作曲：Lee Jay Pow、編曲：Plasmo'
5. Graspin' all of it　
作詞：Konnie Aoki、Rei Mastrogiovanni、作曲・編曲：Kohei Koyama
6. EUPHORIA
作曲・編曲：内澤崇仁
  - 21stシングル。
7. となり
作曲・編曲：Soto Ikemiya
8. ゲノミクロニクル
作曲：DECO*27、編曲：TOMISIRO
  - 22ndシングルカップリング。
9. サヨナラブ
作曲・編曲：渡辺泰司
配信限定シングル
10. Focus
作曲・編曲：掛川陽介、本澤尚之
11. アイネクライネ
作詞：田中秀典、作曲・編曲：渡辺泰司
12. ルージュの伝言
作詞・作曲：荒井由実、編曲：渡辺泰司
配信限定シングル及び、荒井由実のカバー曲。
13. フィロソフィア
作曲：田中秀典、編曲：飛内将大

### 初回限定盤DVD
1. EUPHORIA - music video -
2. 無形スピリット - music video -
3. EUPHORIA – studio live session -
4. 無形スピリット – studio live session -
5. wish – studio live session -
6. 無形スピリット – crossfade animation -

## 演奏
- 柴咲コウ：Vocal
- 福田洋子：Drums (#1)
- 小島大介：Guitar (#1)
- 村田昭：Piano (#1)
- 山口寛雄
  - Background Vocal (#2.5.10)
  - Bass (#3.5.10)
- 栗原暁、縄田寿志：Background Vocal (#2)
- 柏倉隆史：Drums (#3)
- tasuku：Guitar (#3.11)
- ひぐちしょうこ
  - Drums (#5.10)
  - Background Vocal (#5)
- 坂田学：Drums (#7)
- 山崎英明：Bass (#7)
- 池宮創人：Guitar (#7)
- 皆川真人：Piano (#7)
- 大森はじめ (東京スカパラダイスオーケストラ)：Percussion (#7)
- Tomisiro：All Instruments (#8)
- 八橋義幸：Guitar (#9)
- Olivia Burrell：Background Vocal (#9)
- Miho Kiriya：Background Vocal (#11)
- 竹森耕平：Additional Snare Drum (#13)